# ستيبان ميسيتش
ستيبان ميسيتش بالإنجليزية (Stjepan Mesic) ولد عام 1934 24 ديسمبرهو سياسي كرواتي الذي شغل منصب «رئيس كرواتيا» الثانية من عام 2000 إلى عام 2010. قبل انقضاء مدة خمس سنوات فترتين كرئيس، كان رئيس الوزراء الأول «لكرواتيا» عام (1990) بعد انتخابات متعددة الأحزاب، آخر رئيس لرئاسة يوغوسلافيا (1991)، ومن ثم الأمين العام لحركة عدم الانحياز (1991)، فضلا عن رئيس «البرلمان الكرواتي» (1992-1994)، وعمدة بلده بلده أوراهوفيكا.
ميسيتش نائب في «البرلمان الكرواتي» في الستينات، وكان ثم تغيب عن السياسة حتى عام 1990 عندما انضم إلى الاتحاد (الكرواتي)، وكان اسمه رئيس الوزراء بعد الاتحاد الديمقراطي الكرواتي فاز في الانتخابات. تم تعيينه ليكون بمثابة ريال كرواتيا عضو «مجلس الرئاسة الاتحادية اليوغوسلافية» حيث عمل في البداية كنائب للرئيس وثم في عام 1991 باعتباره الرئيس الأخير «ليوغوسلافيا» قبل يوغوسلافيا حلت.
وفي أعقاب تفكك يوغوسلافيا، ميسيتش رئيس «البرلمان الكرواتي» من عام 1992 إلى عام 1994، عندما غادر الاتحاد الديمقراطي الكرواتي. مع عدد من أعضاء البرلمان، أنه تشكيل حزب جديد يسمى الديمقراطيين المستقلين الكرواتية (الدبلوم الوطني العالي). في عام 1997 اندمجت أغلبية أعضاء الدبلوم الوطني العالي، بما في ذلك ميسيتش، إلى حزب (خطرة الشعب الكرواتي).
بعد أن اعترفت فرانيو توفوا في كانون الأول/ديسمبر 1999 ميسيتش فاز في الانتخابات ليصبح الرئيس المقبل لجمهورية كرواتيا في شباط/فبراير 2000. إعادة انتخابه في كانون الثاني/يناير 2005 لمدة خمس سنوات ثانية. وقد تصدرت ميسيتش دائماً في استطلاعات الرأي للسياسي الأكثر شعبية في كرواتيا خلال ولايتيه.

## سيرة ذاتية
ستيبان، ولدتفي أوراهوفيكا، مملكة يوغوسلافيا وماغدالينا «مانديكا» ميسيتش. بعد وفاة والدته في عام 1936 بسبب الإجهاض الفاشلة، أرسلت له ماريجا شقيقة الأكبر سنا إلى عمهما تومو برنار في فرنسا، بينما تم وضع ستيبان في رعاية جدته ماريجا حتى كان تزوجت والده في عام 1938 إلى وميليفا يوفيتش، أصل صربي الذين أنجبت سلافكو وجيليكا.
وانضم إلى والده «الأنصار اليوغوسلافية» في عام 1941. الأسرة ميسيتش قضى معظم من الحرب العالمية الثانية في الملاجئ في جبل حدثت وأوراهوفيكا عند تحريرها أحياناً. في عام 1945، الأسرة قد لجأ من القتال النهائي للحرب في هنغاريا، جنبا إلى جنب مع 000 10 من اللاجئين الآخرين، واستقر بعد ذلك في ناسيس، حيث أصبح ميسيتش رئيس مجلس المقاطعة. سرعان ما انتقلت الأسرة إلى أوسييك، حيث تخرج من المدرسة الابتدائية 4 سنوات والانتهاء من سنتين ستاد 8 أعوام. في عام 1949، تم تكليف والده العودة إلى أوراهوفيكا، و Stipe وواصل تعليمة في الجيمنازيوم في بوجيغا. وتخرج في عام 1955، وقبلت كطالب مثالي، «رابطة الشيوعيين في يوغوسلافيا». نفس العام في 17 آذار/مارس، توفي والده من مرض السرطان.
وتابع دراسته في «كلية الحقوق» في جامعة زغرب، حيث تخرج في عام 1961. أيضا في عام 1961، متزوج ميسيتش ميلكا، الأوكراني والأصل العرقي الصربية من هرفاتسكا كوستاينيتسا، مع أنه لديه ابنتان. وبعد التخرج، عملت كمتدرب في المحكمة البلدية في أوراهوفيكا ومكتب النائب العام في ناسيس. قضى خدمته العسكرية الإلزامية في بيلسا ونيش، وأصبح ضابط احتياط.
بعد اجتياز امتحان قضائي، أنه تم تعيين قاض بلدية، ولكن سرعان ما أصبحت متورطة في فضيحة عندما انتقد الساسة المحليين علنا لاستخدام المركبات الرسمية لأغراض خاصة. طرد ما يقرب من الطرف إزاء الحادث، وانتقل في عام 1964 إلى زغرب للعمل كمدير لشركة «أونيفيرزال».
في عام 1966، ركض كمرشح مستقل في الانتخابات لأن المجلس البلدي، واثنين من المرشحين الآخرين، واحد من «الحزب الشيوعي»، والآخر من «الاشتراكية الاتحاد للشعب العامل». في عام 1967، وأصبح رئيس بلدية أوراهوفيكا وعضو برلمان كرواتيا ريال.
في عام 1967، كعمدة، حاول ميسيتش في بناء مصنع للقطاع الخاص في المدينة، أول مصنع خاص في يوغوسلافيا. لكن هذا كان أدان شخصيا من الرئيس اليوغوسلافي «تيتو بروز» كمحاولة لإدخال الرأسمالية، التي كانت غير مشروعة وفقا للدستور الحالي ثم صمت. .

## الربيع الكراوتي
في عام 1967، عندما قامت مجموعة من المثقفين الكرواتية نشرت معلما ميسيتش «الإعلان على حالة واسم من الكرواتية الأدبية اللغة» علنا أنها كهجوم تضليلية ضد أسس يوغوسلافيا ودعا واضعيه أن يحاكم بموجب القانون. ومع ذلك، أيد ميسيتش في السبعينات حركة الربيع الكرواتي القومي الذي دعا إلى المساواة الكرواتية داخل «الاتحاد اليوغوسلافي» على الصعد الاقتصادية والسياسية والثقافية. أن الحكومة وجهت له بسبب «أعمال الدعاية المعادية». المحاكمة الأولى استغرقت ثلاثة أيام الذي شهد الشهود 55، خمسة فقط ضده، ولكن حكم عليه بالسجن 20 عاماً في السجن بتهمة أنه عضو في جماعة إرهابية الكرواتية. وناشد وتمت المحاكمة لفترات طويلة، ولكن في نهاية المطاف في عام 1975 كان يسجن لمدة سنة واحدة، وقضى مدة العقوبة في سجن ستارا غراديسكا.

## العودة إلى السياسة
انتخب مرة أخرى في عام 1990 كمرشح للاتحاد (الكرواتي) في أول انتخابات متعددة الأحزاب في كرواتيا بعد الحرب العالمية الثانية. أصبح السكرتير العام لحزب الاتحاد الديمقراطي الكرواتي، وفي وقت لاحق أن «رئيس وزراء كرواتيا» وخدم من أيار/مايو حتى آب/أغسطس 1990. ثم استقال لاتخاذ وظيفة في «الرئاسة الاتحادية اليوغوسلافية»، حيث عمل أولاً كنائب الرئيس.
تناوب الرؤساء سنوياً وفقا لمفتاح جمهورية-مقاطعة تلقائياً. عندما جاء دورها ميسيتش لتصبح تلقائياً الرئيس في 15 مايو 1991، طالب الأعضاء الصربي الحالي بوريساف يوفيتش، ضد جميع القواعد الدستورية، وإجراء انتخابات. الأعضاء من صربيا، والمقاطعات التي صوتت ضد، وامتنع عن التصويت الأعضاء من الجبل الأسود، ترك التصويت ميسيتش واحد أغلبية. [15] تحت ضغط من المجتمع الدولي بعد «الحرب» عشرة أيام في سلوفينيا، عين ميسيتش في نهاية المطاف.
عندما أعلنت كرواتيا استقلالها الكامل، عاد إلى كرواتيا، واستقال من الرئاسة. وقاد قافلة إغاثة من قوارب الصيد والجولات السياحية 40 إلى دوبروفنيك في تشرين الثاني/نوفمبر 1991 على متن معدية وفي عام 1992، انتخبهُ البرلمان، وأصبح «رئيس البرلمان».
وفي عام 1994، غادر ميسيتش الاتحاد الديمقراطي الكرواتي تشكيل حزب جديد، «الديمقراطيين المستقلين الكرواتية» (هرفاتسكي نيزافيسني ديموكراتي، الدبلوم الوطني العالي). وقال ميسيتش أن هذا القرار كان بدافع له خلاف مع سياسة كرواتيا في البوسنة والهرسك في الوقت، وعلى وجه التحديد فرانيو اعترفت المزعومة الاتفاق مع سلوبودان ميلوسيفيتش في كارادرديفيو تقسيم البوسنة بين كرواتيا وصربيا والإطلاق اللاحق للحرب الكرواتية-البوسنية. ومع ذلك، غادر الاتحاد الديمقراطي الكرواتي ميسيتش حوالي 18 شهرا بعد الحرب البوسنية-الكرواتية في البوسنة قد بدأت. مغادرته يطابق الصراع وقت له (و Josip ومانوليتش) مع كسر غويكو Šušak داخل الاتحاد الديمقراطي الكرواتي. وعلاوة على ذلك، كان قد زار سروكي برييغ في عام 1992 من أجل إقالة ستيبان Kljujić وتثبيت «ماتي بوبان» رئيسا «البوسنة والهرسك الاتحاد الديمقراطي الكرواتي»، فرع الحزب في البوسنة والهرسك. ميسيتش في وقت لاحق وصفت بوبان جذرية القومية وحتى «مجنون». كما انتقد فشل سياسات الخصخصة خلال الحرب والحالات التي لم يتم حلها لتربح الحرب.
في عام 1997 اندمجت أنه وجزء من العضوية في الدبلوم الوطني العالي في حزب (خطرة «الشعب الكرواتي» الليبرالي)، حيث أصبح ميسيتش نائب رئيس التنفيذي.

## رئاسة كراوتيا
انتخب رئيسا لجمهورية كرواتيا في انتخابات عام 2000 بعد الفوز في الجولة الأولى وهزيمة بوردسا درازن من رال في الجولة الثانية. ميسيتش ركض كمرشح المشترك للمواد الخطرة والضارة والأحرار، ومعرّفات. حصل على 41% الأصوات في الجولة الأولى و 56 في المائة في الجولة الثانية. بعد أن أصبح الرئيس، أنه استقال من عضوية خطرة.

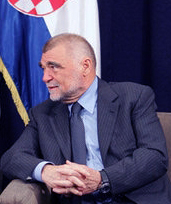
صوره له سنة 2006 في رئاسة كراوتيا

وانتقد بشدة سياسات الرئيس السابق فرانجو اعترفت كقومية والاستبدادية، التي تفتقر إلى وسائل إعلام حرة وتوظيف الاقتصاد سيئة، بينما ميسيتش يفضل نهجاً أكثر تحرراً لفتح الاقتصاد الكرواتي للاستثمار الأجنبي.

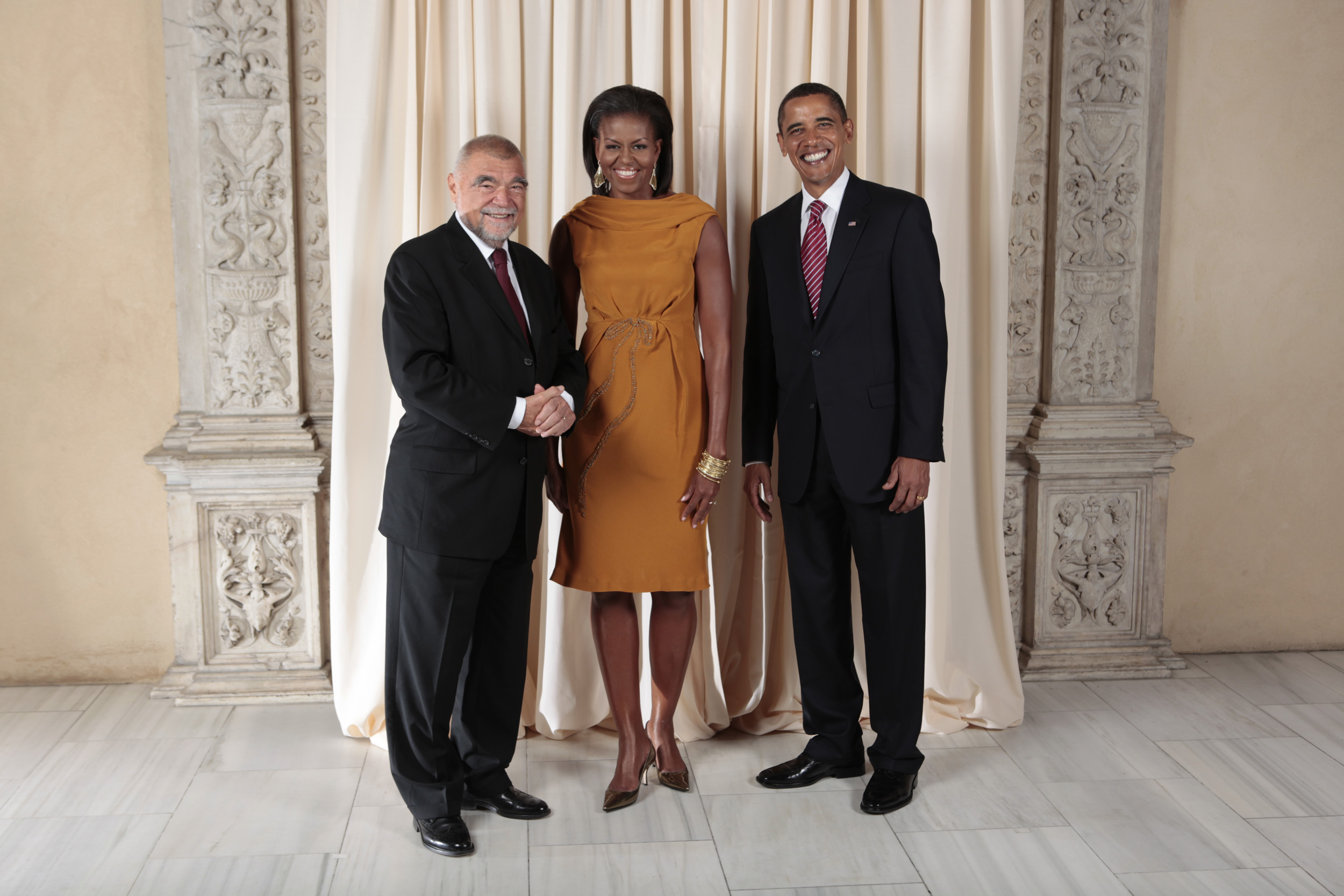
صوره له مع ميشيل زوجة الرئيس الامريكي باراك اوباما

كرئيس، في أيلول/سبتمبر 2000 تقاعد سبعة جنرالات النشطة الكرواتي الذي كان قد كتب اثنان رسائل مفتوحة إلى حجة الجمهور أن الإدارة الحالية للحكومة «بحملة لتجريم الحرب وطن وأن الحكومة متهمة وإهمال الجيش الكرواتي». وعقدت ميسيتش أن ضباط عاملين تعذر كتابة الرسائل السياسية العامة دون موافقة القائد العام على. أدانت أحزاب المعارضة قرار الرئيس بأنه قرار خطير يمكن أن تضر بالأمن القومي الكرواتي. بعد تقاعد ميسيتش أربعة جنرالات أكثر لأسباب مماثلة.
الرئيس ميسيتش نشطاً في السياسة الخارجية، وتعزيز الطموح لكرواتيا الانضمام إلى عضوية الاتحاد الأوروبي ومنظمة حلف شمال الأطلسي. كما بادر الاعتذار المتبادل عن جرائم حرب محتملة مع رئيس صربيا والجبل الأسود. وبعد التعديلات الدستورية في أيلول/سبتمبر 2000، أنه حرم من معظم أدواره في وضع السياسات المحلية، التي بدلاً من تمرير كلياً إلى الحكومة الكرواتية وعن رئيس الوزراء.
ميسيتش أدلوا بشهاداتهم في «المحكمة الجنائية الدولية» «يوغوسلافيا السابقة» أن تورط الجيش الكرواتي في الحرب في البوسنة والهرسك. أجزاء الجناح اليميني من الجمهور الكرواتي أخذت القضية مع هذا، قائلا أن شهادته يتضمن بيانات غير صحيحة، وتساءل عن دوافعه (أنه كان كثيرا ما وصفت «خائن»)، وإذ تلاحظ أن كثيرا من شهادته حدث قبل توليه الرئاسة، كسياسي معارض. تنديده باغتيال رئيس الوزراء الصربي زوران جينجيتش في 12 مارس 2003 شهدت جمود ملحوظ للعلاقات مع صربيا، وقال أنه حضر جنازته في بلغراد.
وعارض الحملة العسكرية للولايات المتحدة ضد نظام صدام حسين والعراق بدون موافقة الأمم المتحدةظز فورا عقب غزو العراق في 20 مارس 2003، ميسيتش عن أسفه لأن بمهاجمة العراق، أن إدارة بوش قد أضرت الأمم المتحدة مهمشة، المستحث الانقسامات في الاتحاد الأوروبي والعلاقات مع الحلفاء التقليديين، أسس النظام الدولي بالانزعاج وحرضت أزمة، التي يمكن أن تمتد إلى الحدود العراقية.
ميسيتش تحسين العلاقات الخارجية الكرواتية مع ليبيا عن طريق تبادل الزيارات مع الزعيم الليبي معمر القذافي، خلافا للرغبات الدبلوماسية الأميركية والبريطانية.
لم يتم وضع علامة أول الولاية في ميسيتش مع الأحداث التاريخية الحاسمة مثل رئاسة اعترفت كان، التوجه السياسي العام في كرواتيا ابتعدت عن الاتحاد الديمقراطي الكرواتي، معظمها لصالح الأحزاب اليسارية.
عندما تغيرت الحكومة في أواخر عام 2003، اليدين ويتوقع مشاكل بين اليسارية الرئيس وحكومة مع أعضاء اليمين المتطرف، ولكن ميسيتش معالجة الحالة بأمان وكان هناك عدد قليل من الحوادث الجديرة بالذكر في هذا الصدد.
قضى ولايته 5 سنوات الأولى حتى شباط/فبراير 2005. في انتخابات عام 2005، كان مرشح بتأييد الأحزاب السياسية الثمانية ميسيتش وفاز بما يقرب من نصف الأصوات، لكن تم رفض الأغلبية المطلقة بنسبة قليلة في المائة. ميسيتش تواجه جادرانكا كوسور في انتخابات الإعادة وفاز. قضى ولايته الثانية 5 سنوات حتى عام 2010 عندما قال أنه قد حلت محلها إيفو يجوسيبوفيتش.

## الخلافات
وقد ثار خلاف في كانون الأول/ديسمبر 2006، عندما نشر شريط فيديو يظهر ميسيتش خلال كلمة ألقاها في أستراليا في أوائل التسعينات، حيث قال أن الكروات «فوزا في العاشر من نيسان/أبريل» (عند محاذاة الفاشية «دولة كرواتيا المستقلة» تشكلت) «كذلك في 1945» (عندما سادت الفاشيين المناهضة الشيوعية، وتشكلت جمهورية كرواتيا الاشتراكية)، فضلا عن أن كرواتيا بحاجة للاعتذار لأي شخص لمعسكر اعتقال ياسينوفاتش (أي محرقة الحرب العالمية الثانية ضد الصرب واليهود).
ميسيتش أثارت الجدل حول قضية «دولة كرواتيا المستقلة» في مناسبة أخرى خلال خطابه الذي ادعى أنه ليست جميع الكروات تقاتل من أجل «دولة كرواتيا المستقلة» من أنصار أوستاشي وادعي أن معظمهم كانوا يقاتلون شرعياً لاستقلال كرواتيا. [23]

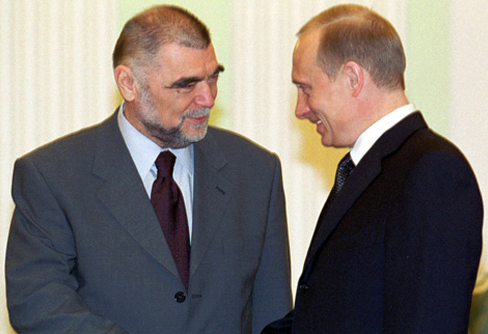
صوره له مع رئيس روسيا الاتحادية فلاديمير بوتين عام 2002 16 ابريل

في 1 مارس 2006 قررت «الجمعية المدنية في بودغوريتسا»، عاصمة الجبل الأسود، أن تعلن ميسيتش مواطنا فخريا. انتقد بشدة التحرك وتسببت في جدل كبير داخل الجبل الأسود.
في 21 ديسمبر 2008، مقارنة الرئيس ميسيتش سياسات دوديك للراحل الرئيس الصربي سلوبودان ميلوسيفيتش في بداية التسعينات. وقال «كما العالم لم تعترف سياسة ميلوسيفيتش ثم، أنها لا تعترف السياسة دوديك اليوم،». شرح حيث يمكن أن توجه هذه سياسة، وأضاف: «إذا دوديك تمكن من دمج جمهورية صربسكا مع صربيا، جميع الكروات تتركز في الهرسك تريد الانضمام إلى كرواتيا بنفس الطريقة، تاركة الردف البلد البوشناق، محاطة بالاعداء. إذا كان هذا يحدث، هذا البلد الصغير سوف يصبح الملجأ للإرهابيين في العالم». .
ميسيتش اتهمت لجنة هلسنكي الكرواتية بعرقلة التحقيق في جرائم الحرب التي ارتكبها «أنصار اليوغوسلافية» خلال الحرب العالمية الثانية. [25 كما اتهمت اللجنة] ميسيتش بإساءة معاملة الاحتفالات في معسكر اعتقال ياسينوفاتش لأغراض سياسية.
في عام 2009، علنا واقترح أن تتم إزالة جميع الصلبان من مكاتب الدولة الكرواتية، تثير رد فعل سلبيا من الكنيسة الكاثوليكية في كرواتيا.

## الدعاوي القضائية
وفي عام 2006، قال ميسيتش للصحافة الكرواتية أن المحامي الفرنسي الكرواتي ايفان جراغسينفيوف بزيارة العيادة النفسية في فرابسي، بعد اتهامات ايفان ل مارين ضد ماركو نيكوليتش وغيرهم لمحاولة اغتيال. [؟ توضيح حاجة] وفي وقت لاحق أطلق ايفان دعوى مدنية ضد ميسيتش الذي أدين الرئيس استخدام منصبه في محاولة لتشويه سمعة والافتراء عليه. وأمرت ميسيتش بتعويض الكونات 70,000.
في نيسان/أبريل 2008 جوسيب كوكسيك التماسا إلى المحكمة «الدستورية الكرواتية» لإزالة الحصانة القانونية للرئيس، ذلك لأنه يمكن رفع دعوى عليه. وقررت المحكمة ضد إزالة الحصانة. ايفان، نداء آخر لإزالة الحصانة في تشرين الثاني/نوفمبر 2008.
في عام 2008، بدأ القاضي السابق في المحكمة الدستورية نائب قضية ضد ميسيتش، مدعيا أنه اختلس الأموال جنبا إلى جنب مع فلاديمير سوكليس تحت ستار شراء مركبات «الجيش الكرواتي» في عام 1993.
المحلل السياسي والناشر داركو ادعى أن ميسيتش في الحملة الأولى في عام 2000 وقد مولت المافيا الألبانية. في عام 2009 ميسيتش دعوى قضائية بالتشهير ولكن تقرر في صالح في بيتركيكو في 29 مارس 2012.
في عام 2015، حكمت محكمة في هامينلينا في فنلندا نائب الرئيس التنفيذي للشركة الفنلندية باتريا لكرواتيا، هيكي هولكونين وممثل الشركة لكرواتيا ريجي نييتينين لرشوة المسؤولين الكروات في صنع عقدا بقيمة يورو 112 مليون مع Đaković Đuro شركة كرواتية. كل منهما حصلت على السجن لمدة ثماني سنوات وثمانية أشهر سجن و 000 300 يورو غرامة. مدير المبيعات، توماس كوربي، برئ.
وفقا لهذه التهمة، والمديرين في باتريا اكتسبت يورو 1.6 مليون عن طريق هانز فولفغانغ ريدل والذئب Walter كوسطاء، وتستخدم هذه الأموال لرشوة الرئيس لكرواتيا ميسيتش ومدير شركة دورو يركوفيتش بارتول.

## روابط خارجية
- ستيبان ميسيتش على موقع الموسوعة البريطانية (الإنجليزية)
- ستيبان ميسيتش على موقع مونزينجر (الألمانية)
- ستيبان ميسيتش على موقع إن إن دي بي (الإنجليزية)
- ستيبان ميسيتش على موقع ديسكوغز (الإنجليزية)